# Reinhold Schulte
Reinhold Schulte (* 17. Januar 1948 in Eslohe) ist ein deutscher Versicherungsmanager und Verbandsfunktionär. Er war von 1999 bis 2013 Vorstandsvorsitzender der Signal Iduna Gruppe und ist seitdem deren Aufsichtsratsvorsitzender.

## Leben

### Berufsweg
Der aus dem Hochsauerland stammende Reinhold Schulte absolvierte eine Ausbildung zum Versicherungskaufmann. 1972 trat er in die Filialdirektion Dortmund der damaligen Signal Versicherungen ein. 1981 übernahm er die Leitung der Bezirksdirektion und war bis 1986 Bezirksdirektor. 1987 stieg er als Vertriebschef in den Signal-Konzernvorstand auf, den er ab 1. Juli 1997 als Vorstandsvorsitzender leitete.
Als sich am 1. Juli 1999 die Dortmunder Signal Versicherungen und die Hamburger Iduna Nova Gruppe zum neuen Gleichordnungskonzern Signal Iduna formierten, wurde Reinhold Schulte Vorsitzender der Vorstände.
Seit dem 1. Juli 2013 ist er Vorsitzender des Aufsichtsrates.

### Privatleben
Reinhold Schulte ist verheiratet und Vater dreier Kinder.

### Berufsständisches und gesellschaftliches Engagement
Reinhold Schulte engagiert sich umfangreich in berufsständischen Verbänden, was ihm bundesweite Bekanntheit eingebracht hat. So war er von 2002 bis 2013 Vorsitzender des Verbandes der Privaten Krankenversicherung (PKV) e.V. und Mitglied des Aufsichtsrats der 2003 von der PKV gegründeten Auffanggesellschaft Medicator AG, einem gesetzlichen Sicherungsfonds. Er gehört dem Präsidium des Gesamtverbandes der Deutschen Versicherungswirtschaft (GDV) sowie dem Vorstand des Arbeitgeberverbandes der Versicherungsunternehmen in Deutschland (AGV) an.
Des Weiteren ist Reinhold Schulte Aufsichtsratsvorsitzender der eng mit der Signal Iduna Gruppe verbundenen National-Bank sowie stellvertretender Aufsichtsratsvorsitzender der im sozialen Wohnungsbau tätigen Handwerksbau Niederrhein AG.
Vor dem Hintergrund der Herkunftsstädte von Signal und Iduna, Dortmund und Hamburg, ist Reinhold Schulte Vizepräsident der Industrie- und Handelskammer zu Dortmund und Mitglied in der Versammlung Eines Ehrbaren Kaufmanns zu Hamburg. Daneben gehört er dem Initiativkreis Ruhr sowie dem Rotary-Club Dortmund Hörde an und ist stellvertretender Verwaltungsratsvorsitzender des Rheinisch-Westfälischen Instituts für Wirtschaftsforschung e. V. (RWI).
Ehrenamtlich engagiert sich Schulte weiter sehr breit in den verschiedensten Fördereinrichtungen zur Aus- und Weiterbildung. So ist er Vorsitzender des Kuratoriums der International School of Management, Dortmund, und Mitglied des Hochschulrates der Technischen Universität Dortmund. Er gehört auch dem Landeskuratorium Nordrhein-Westfalen des Stifterverbandes für die Deutsche Wissenschaft an. Des Weiteren ist Reinhold Schulte Mitglied des Vorstandes der Gesellschaft zur Förderung des Institutes für Versicherungswirtschaft der Universität St. Gallen und Kuratoriumsvorsitzender des Instituts für Berufsbildung der Dortmunder Versicherungswirtschaft.
Außerdem ist Schulte Kuratoriumsmitglied der Stiftung „Von Werkstatt zu Werkstatt“, die den Aufbau handwerklicher Existenzen fördert. Auf Schultes Initiative hin unterstützt die Signal Iduna Gruppe auch die Stiftung „Partner für Schule NRW“. Im Vorstand des Nordrhein-Westfälischen Handwerkstags setzte er sich für die bundesweite Kampagne „Meister wissen, wie es geht“ ein.
Darüber hinaus steht Schulte seit 2011 dem Stiftungsrat der Deutschen AIDS-Stiftung vor.

## Ehrungen
Der Bundespräsident verlieh Reinhold Schulte in Würdigung seiner „vielfältigen und uneigennützigen Aktivitäten im öffentlichen Leben“ das Verdienstkreuz 1. Klasse des Verdienstordens der Bundesrepublik Deutschland, das ihm der nordrhein-westfälische Ministerpräsident Jürgen Rüttgers am 18. Juni 2009 während einer Feierstunde in der Düsseldorfer Staatskanzlei überreichte. Dessen Nachfolgerin, Ministerpräsidentin Hannelore Kraft, zeichnete Schulte dort am 24. August 2012 für seine "vielfältigen ehrenamtlichen Leistungen" mit dem Verdienstorden des Landes Nordrhein-Westfalen aus. Auch aus dem Handwerk erhielt Schulte mehrfache Ehrungen. So verlieh ihm der Westdeutsche Handwerkskammertag als Vertreter der sieben Handwerkskammern in NRW bereits 2002 das Ehrenzeichen. 2015 erhielt Schulte von der Handwerkskammer Düsseldorf das Goldene Ehrenzeichen.